# Alectoria ochroleuca
Alectoria ochroleuca ist eine Strauchflechte alpiner Lagen. Sie wird manchmal auch als Windbartflechte und seltener als Fahlgelbe Alectorie bezeichnet. Das Artepitheton ochroleuca leitet sich vom griechischen Wort ochroleucos ab und bedeutet "blassgelblich, gelblichweiß" (zu ochros und leukos) und bezieht sich hierbei auf die Farbe des Lagers.

## Beschreibung
Es handelt sich bei Alectoria ochroleuca um eine auf dem Boden wachsende gelbliche bis grüngelbliche, verzweigte Strauchflechte. Mit ihrem aufrechten bis fast niederliegendem Lager erreicht sie Wuchshöhen von 8 bis 10 cm. Die mäßig verzweigten Äste werden bis 1,5 mm dick. Diese sind stielrundlich, gelblich bis grüngelblich und an den Spitzen oft grau bis schwärzlich gefärbt mit spindelförmigen weißlichen Pseudocyphellen. Die Apothecien sind braun und werden nur sehr selten ausgebildet.

## Vorkommen
Die Flechte wächst in windexponierten Magerrasen und Zwergstrauchheiden im Bereich der Waldgrenze und darüber. Sie bildet oft mit Cetraria bzw. Flavocetraria-Arten charakteristische Flechtenheiden.
Das Verbreitungsgebiet umfasst die Arktis bis in südeuropäische Hochgebirge. Sie ist im außeralpinen Mitteleuropa selten und extrem gefährdet auf Mittelgebirgsgipfeln.